# Européerna (film)
Européerna (engelska: The Europeans) är en brittisk romantisk dramafilm från 1979 i regi av James Ivory. Filmen är baserad på Henry James roman The Europeans från 1878. I huvudrollerna ses Lee Remick, Robin Ellis, Tim Woodward och Lisa Eichhorn. Filmen var den första i en serie om tre Henry James-filmatiseringar producerade av Merchant Ivory, den följdes av En kvinnas röst 1984 och Den gyllene skålen år 2000.

## Rollista i urval
- Lee Remick – Eugenia Münster
- Robin Ellis – Robert Acton
- Wesley Addy – Mr Wentworth
- Tim Woodward – Felix Young
- Tim Choate – Clifford
- Lisa Eichhorn – Gertrude
- Kristin Griffith – Lizzie Acton
- Nancy New – Charlotte
- Norman Snow – Mr Brand
- Helen Stenborg – Mrs Acton
- Gedda Petry – Augustine